# Christian Lundgaard
Christian Lundgaard (ur. 23 lipca 2001 w Hedensted) – duński kierowca wyścigowy. Mistrz Formuły 4 SMP oraz Hiszpańskiej Formuły 4 w 2017 roku. Wicemistrz Europejskiego Pucharu Formuły Renault 2.0 w 2018 roku. Były członek programu Renault Driver Development. W 2022 roku startuje w IndyCar Series w zespole Rahal Letterman Lanigan Racing.

## Wyniki
| Legenda oznaczeń w tabelach wyników Wyświetl szablon na nowej stronie | Legenda oznaczeń w tabelach wyników Wyświetl szablon na nowej stronie                                                                     |
| Oznaczenie                                                            | Wyjaśnienie |
| --------------------------------------------------------------------- | --- |
| Złoty                                                                 | Zwycięzca lub mistrzostwo |
| Srebrny                                                               | 2. miejsce lub wicemistrzostwo |
| Brązowy                                                               | 3. miejsce lub II wicemistrzostwo |
| Zielony                                                               | Ukończył, punktował (w klasyfikacji generalnej, gdy zdobył co najmniej jeden punkt na przestrzeni sezonu, poza trzema powyższymi opcjami) |
| Niebieski                                                             | Ukończył, nie punktował (w klasyfikacji generalnej, gdy nie zdobył co najmniej jednego punktu na przestrzeni sezonu)                      |
| Czerwony                                                              | Nie zakwalifikował się (NZ) |
| Czerwony                                                              | Nie prekwalifikował się (NPK) |
| Różowy                                                                | Nie ukończył (NU) |
| Różowy                                                                | Niesklasyfikowany (NS) (w klasyfikacji generalnej, gdy nie został sklasyfikowany w żadnym wyścigu sezonu)                                 |
| Czarny                                                                | Zdyskwalifikowany (DK) |
| Czarny                                                                | Wykluczony (WYK/EX) |
| Biały                                                                 | Nie wystartował (NW) |
| Biały                                                                 | Kontuzjowany (K/INJ) |
| Biały                                                                 | Wyścig odwołany (OD/C) |
| Bez koloru                                                            | Został wycofany (WYC/WD) |
| Bez koloru                                                            | Nie przybył (NP/DNA) |
| Bez koloru                                                            | Nie brał udziału w treningach (NT/DNP) |
| Bez koloru                                                            | Nie został zgłoszony (–) |
| Pogrubienie                                                           | Start z pole position |
| Kursywa                                                               | Najszybsze okrążenie wyścigu |
| †                                                                     | Nie ukończył, ale jego rezultat został zaliczony ze względu na przejechanie więcej niż 90% dystansu wyścigu.                              |
| *                                                                     | Sezon w trakcie |
| 1/2/3                                                                 | Punktowana pozycja w sprincie kwalifikacyjnym                                                                                             |
| Lista systemów punktacji Formuły 1                                    | |

### Podsumowanie
| Sezon | Seria                                         | Zespół                         | Starty | P1 | PP | NO | Podia | Punkty | Pozycja |
| ----- | --------------------------------------------- | ------------------------------ | ------ | -- | -- | -- | ----- | ------ | ------- |
| 2017  | Formuła 4 SMP                                 | MP Motorsport                  | 21     | 10 | 9  | 10 | 14    | 292    | 1       |
| 2017  | Hiszpańska Formuła 4                          | MP Motorsport                  | 20     | 7  | 7  | 7  | 17    | 330    | 1       |
| 2017  | Duńska Formuła 4                              | Lundgaard Racing               | 3      | 0  | 0  | 2  | 1     | 42     | 11      |
| 2018  | Europejski Puchar Formuły Renault 2.0         | MP Motorsport                  | 20     | 4  | 4  | 3  | 10    | 258    | 2       |
| 2018  | Północnoeuropejski Puchar Formuły Renault 2.0 | MP Motorsport                  | 8      | 2  | 1  | 3  | 2     | 48     | 11‡     |
| 2018  | Seria GP3                                     | MP Motorsport                  | 2      | 0  | 0  | 0  | 0     | 0      | 23      |
| 2019  | Formuła 3                                     | ART Grand Prix                 | 16     | 1  | 2  | 2  | 2     | 97     | 6       |
| 2019  | Grand Prix Makau                              | ART Grand Prix                 | 1      | 0  | 0  | 0  | 0     | n.d.   | 4       |
| 2019  | Formuła 2                                     | Trident                        | 2      | 0  | 0  | 0  | 0     | 0      | 23      |
| 2019  | F3 Asian Winter Series                        | Pinnacle Motorsport            | 3      | 0  | 0  | 0  | 0     | 0      | NS†     |
| 2020  | Formuła 2                                     | ART Grand Prix                 | 24     | 2  | 1  | 3  | 6     | 149    | 7       |
| 2021  | Formuła 2                                     | ART Grand Prix                 | 23     | 0  | 0  | 0  | 3     | 50     | 12      |
| 2021  | IndyCar Series                                | Rahal Letterman Lanigan Racing | 1      | 0  | 0  | 0  | 0     | 19     | 37      |
| 2022  | IndyCar Series                                | Rahal Letterman Lanigan Racing | 17     | 0  | 0  | 0  | 1     | 323    | 14      |
| 2023  | IndyCar Series                                | Rahal Letterman Lanigan Racing | 17     | 1  | 2  | 1  | 1     | 390    | 8       |

‡ - Od drugiej rundy nie mógł zdobywać punktów.
† - Jako gość nie mógł zdobywać punktów.

### Seria GP3
| Rok  | Zespół        | Wyniki w poszczególnych eliminacjach | Wyniki w poszczególnych eliminacjach | Wyniki w poszczególnych eliminacjach | Wyniki w poszczególnych eliminacjach | Wyniki w poszczególnych eliminacjach | Wyniki w poszczególnych eliminacjach | Wyniki w poszczególnych eliminacjach | Wyniki w poszczególnych eliminacjach | Wyniki w poszczególnych eliminacjach | Wyniki w poszczególnych eliminacjach | Wyniki w poszczególnych eliminacjach | Wyniki w poszczególnych eliminacjach | Wyniki w poszczególnych eliminacjach | Wyniki w poszczególnych eliminacjach | Wyniki w poszczególnych eliminacjach | Wyniki w poszczególnych eliminacjach | Wyniki w poszczególnych eliminacjach | Wyniki w poszczególnych eliminacjach | Punkty | Pozycja |
| ---- | ------------- | ------------------------------------ | ------------------------------------ | ------------------------------------ | ------------------------------------ | ------------------------------------ | ------------------------------------ | ------------------------------------ | ------------------------------------ | ------------------------------------ | ------------------------------------ | ------------------------------------ | ------------------------------------ | ------------------------------------ | ------------------------------------ | ------------------------------------ | ------------------------------------ | ------------------------------------ | ------------------------------------ | ------ | ------- |
| 2018 | MP Motorsport | CAT                                  | CAT                                  | LEC                                  | LEC                                  | RBR                                  | RBR                                  | SIL                                  | SIL                                  | HUN                                  | HUN                                  | SPA                                  | SPA                                  | MNZ                                  | MNZ                                  | SOC                                  | SOC                                  | YMC                                  | YMC                                  | 0      | 23      |
| 2018 | MP Motorsport | –                                    | –                                    | 12                                   | 13                                   | –                                    | –                                    | –                                    | –                                    | –                                    | –                                    | –                                    | –                                    | –                                    | –                                    | –                                    | –                                    | –                                    | –                                    | 0      | 23      |

### Formuła 3
| Rok  | Zespół         | Wyniki w poszczególnych eliminacjach | Wyniki w poszczególnych eliminacjach | Wyniki w poszczególnych eliminacjach | Wyniki w poszczególnych eliminacjach | Wyniki w poszczególnych eliminacjach | Wyniki w poszczególnych eliminacjach | Wyniki w poszczególnych eliminacjach | Wyniki w poszczególnych eliminacjach | Wyniki w poszczególnych eliminacjach | Wyniki w poszczególnych eliminacjach | Wyniki w poszczególnych eliminacjach | Wyniki w poszczególnych eliminacjach | Wyniki w poszczególnych eliminacjach | Wyniki w poszczególnych eliminacjach | Wyniki w poszczególnych eliminacjach | Wyniki w poszczególnych eliminacjach | Punkty | Pozycja |
| ---- | -------------- | ------------------------------------ | ------------------------------------ | ------------------------------------ | ------------------------------------ | ------------------------------------ | ------------------------------------ | ------------------------------------ | ------------------------------------ | ------------------------------------ | ------------------------------------ | ------------------------------------ | ------------------------------------ | ------------------------------------ | ------------------------------------ | ------------------------------------ | ------------------------------------ | ------ | ------- |
| 2019 | ART Grand Prix | CAT                                  | CAT                                  | LEC                                  | LEC                                  | RBR                                  | RBR                                  | SIL                                  | SIL                                  | HUN                                  | HUN                                  | SPA                                  | SPA                                  | MNZ                                  | MNZ                                  | SOC                                  | SOC                                  | 97     | 6       |
| 2019 | ART Grand Prix | 2                                    | 6                                    | NU                                   | 15                                   | 26                                   | 17                                   | 7                                    | 5                                    | 1                                    | 5                                    | 4                                    | 4                                    | 13                                   | 9                                    | 14                                   | 9                                    | 97     | 6       |

### Formuła 2
| Rok  | Zespół         | Wyniki w poszczególnych eliminacjach | Wyniki w poszczególnych eliminacjach | Wyniki w poszczególnych eliminacjach | Wyniki w poszczególnych eliminacjach | Wyniki w poszczególnych eliminacjach | Wyniki w poszczególnych eliminacjach | Wyniki w poszczególnych eliminacjach | Wyniki w poszczególnych eliminacjach | Wyniki w poszczególnych eliminacjach | Wyniki w poszczególnych eliminacjach | Wyniki w poszczególnych eliminacjach | Wyniki w poszczególnych eliminacjach | Wyniki w poszczególnych eliminacjach | Wyniki w poszczególnych eliminacjach | Wyniki w poszczególnych eliminacjach | Wyniki w poszczególnych eliminacjach | Wyniki w poszczególnych eliminacjach | Wyniki w poszczególnych eliminacjach | Wyniki w poszczególnych eliminacjach | Wyniki w poszczególnych eliminacjach | Wyniki w poszczególnych eliminacjach | Wyniki w poszczególnych eliminacjach | Wyniki w poszczególnych eliminacjach | Wyniki w poszczególnych eliminacjach | Punkty | Pozycja |
| ---- | -------------- | ------------------------------------ | ------------------------------------ | ------------------------------------ | ------------------------------------ | ------------------------------------ | ------------------------------------ | ------------------------------------ | ------------------------------------ | ------------------------------------ | ------------------------------------ | ------------------------------------ | ------------------------------------ | ------------------------------------ | ------------------------------------ | ------------------------------------ | ------------------------------------ | ------------------------------------ | ------------------------------------ | ------------------------------------ | ------------------------------------ | ------------------------------------ | ------------------------------------ | ------------------------------------ | ------------------------------------ | ------ | ------- |
| 2019 | Trident        | BHR                                  | BHR                                  | BAK                                  | BAK                                  | CAT                                  | CAT                                  | MON                                  | MON                                  | LEC                                  | LEC                                  | RBR                                  | RBR                                  | SIL                                  | SIL                                  | HUN                                  | HUN                                  | SPA                                  | SPA                                  | MNZ                                  | MNZ                                  | SOC                                  | SOC                                  | YAS                                  | YAS                                  | 0      | 23      |
| 2019 | Trident        | –                                    | –                                    | –                                    | –                                    | –                                    | –                                    | –                                    | –                                    | –                                    | –                                    | –                                    | –                                    | –                                    | –                                    | –                                    | –                                    | –                                    | –                                    | –                                    | –                                    | –                                    | –                                    | 14                                   | 12                                   | 0      | 23      |
| 2020 | ART Grand Prix | RBR                                  | RBR                                  | RBR                                  | RBR                                  | HUN                                  | HUN                                  | SIL                                  | SIL                                  | SIL                                  | SIL                                  | CAT                                  | CAT                                  | SPA                                  | SPA                                  | MNZ                                  | MNZ                                  | MUG                                  | MUG                                  | SOC                                  | SOC                                  | BHR                                  | BHR                                  | BHR                                  | BHR                                  | 149    | 7       |
| 2020 | ART Grand Prix | 4                                    | 5                                    | 6                                    | 1                                    | NU                                   | 13                                   | 4                                    | 2                                    | 2                                    | 21                                   | 11                                   | 11                                   | 17                                   | 7                                    | 3                                    | 2                                    | 6                                    | 1                                    | NU                                   | 13                                   | 19                                   | 6                                    | 21                                   | 12                                   | 149    | 7       |
| 2021 | ART Grand Prix | BHR                                  | BHR                                  | BHR                                  | MON                                  | MON                                  | MON                                  | BAK                                  | BAK                                  | BAK                                  | SIL                                  | SIL                                  | SIL                                  | MNZ                                  | MNZ                                  | MNZ                                  | SOC                                  | SOC                                  | SOC                                  | JED                                  | JED                                  | JED                                  | YAS                                  | YAS                                  | YAS                                  | 50     | 12      |
| 2021 | ART Grand Prix | 6                                    | 2                                    | 12                                   | NU                                   | NU                                   | 12                                   | 11                                   | NU                                   | 9                                    | 3                                    | 13                                   | 21                                   | 3                                    | 14                                   | 10                                   | 7                                    | OD                                   | 9                                    | 6                                    | 15                                   | 7                                    | 15                                   | 18                                   | 15                                   | 50     | 12      |

### IndyCar Series
| Rok  | Zespół                         | Wyniki w poszczególnych eliminacjach | Wyniki w poszczególnych eliminacjach | Wyniki w poszczególnych eliminacjach | Wyniki w poszczególnych eliminacjach | Wyniki w poszczególnych eliminacjach | Wyniki w poszczególnych eliminacjach | Wyniki w poszczególnych eliminacjach | Wyniki w poszczególnych eliminacjach | Wyniki w poszczególnych eliminacjach | Wyniki w poszczególnych eliminacjach | Wyniki w poszczególnych eliminacjach | Wyniki w poszczególnych eliminacjach | Wyniki w poszczególnych eliminacjach | Wyniki w poszczególnych eliminacjach | Wyniki w poszczególnych eliminacjach | Wyniki w poszczególnych eliminacjach | Wyniki w poszczególnych eliminacjach | Punkty | Pozycja |
| ---- | ------------------------------ | ------------------------------------ | ------------------------------------ | ------------------------------------ | ------------------------------------ | ------------------------------------ | ------------------------------------ | ------------------------------------ | ------------------------------------ | ------------------------------------ | ------------------------------------ | ------------------------------------ | ------------------------------------ | ------------------------------------ | ------------------------------------ | ------------------------------------ | ------------------------------------ | ------------------------------------ | ------ | ------- |
| 2021 | Rahal Letterman Lanigan Racing | ALA                                  | STP                                  | TEX                                  | TEX                                  | IGP1                                 | INDY                                 | DET                                  | DET                                  | ROA                                  | MDO                                  | NSH                                  | IGP2                                 | GTW                                  | POR                                  | LAG                                  | LBH                                  |                                      | 19     | 37      |
| 2021 | Rahal Letterman Lanigan Racing | –                                    | –                                    | –                                    | –                                    | –                                    | –                                    | –                                    | –                                    | –                                    | –                                    | –                                    | 12                                   | –                                    | –                                    | –                                    | –                                    |                                      | 19     | 37      |
| 2022 | Rahal Letterman Lanigan Racing | STP                                  | TXS                                  | LBH                                  | ALA                                  | IGP1                                 | INDY                                 | DET                                  | ROA                                  | MDO                                  | TOR                                  | IOW                                  | IOW                                  | IGP2                                 | NSH                                  | GAT                                  | POR                                  | LAG                                  | 323    | 14      |
| 2022 | Rahal Letterman Lanigan Racing | 11                                   | 19                                   | 18                                   | 15                                   | 9                                    | 18                                   | 14                                   | 10                                   | 11                                   | 8                                    | 10                                   | 26                                   | 2                                    | 8                                    | 19                                   | 21                                   | 5                                    | 323    | 14      |
| 2023 | Rahal Letterman Lanigan Racing | STP                                  | TXS                                  | LBH                                  | ALA                                  | IGP1                                 | INDY                                 | DET                                  | ROA                                  | MDO                                  | TOR                                  | IOW                                  | IOW                                  | NSH                                  | IGP2                                 | GAT                                  | POR                                  | LAG                                  | 390    | 8       |
| 2023 | Rahal Letterman Lanigan Racing | 9                                    | 19                                   | 14                                   | 6                                    | 4                                    | 19                                   | 16                                   | 7                                    | 4                                    | 1                                    | 20                                   | 13                                   | 9                                    | 4                                    | 17                                   | 11                                   | 6                                    | 390    | 8       |

### Indianapolis 500
| Rok  | Nadwozie | Silnik | Start | Wynik | Uwagi |
| ---- | -------- | ------ | ----- | ----- | ----- |
| 2022 | Dallara  | Honda  | 31    | 18    |       |
| 2023 | Dallara  | Honda  | 30    | 19    |       |